# Dorfkirche Lennewitz

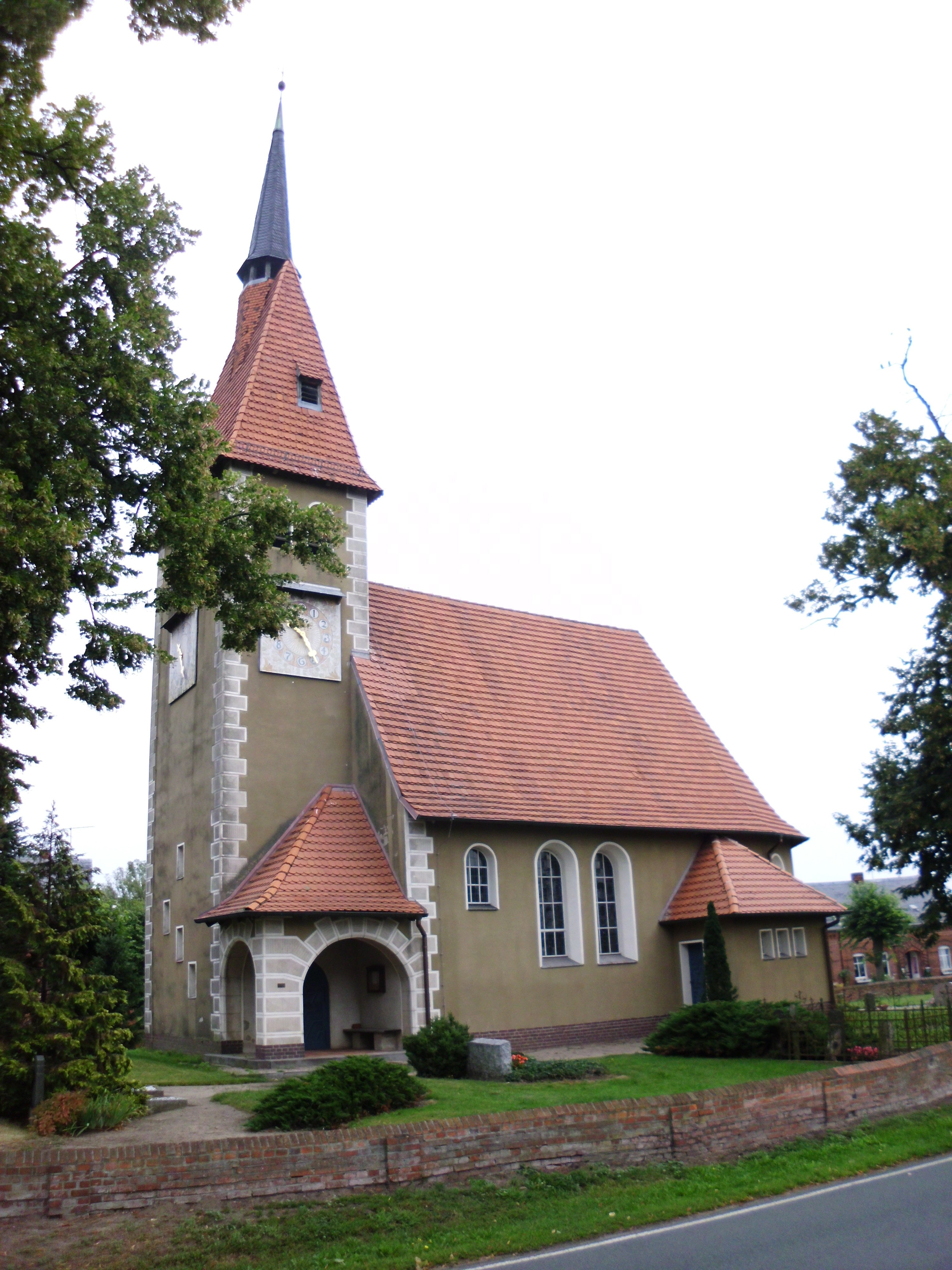
Dorfkirche in Lennewitz

Die evangelische Dorfkirche in Lennewitz, einem Ortsteil der Gemeinde Legde/Quitzöbel im Landkreis Prignitz in Brandenburg, wurde 1909/10 errichtet. Die Kirche an der Dorfstraße ist ein geschütztes Baudenkmal. 
Die Kirche wurde anstelle eines Vorgängerbaues nach Plänen des königlichen Baurats Georg Büttner errichtet, der auch die Dorfkirche in Bälow baute.
Der Saalbau mit polygonalem Ostchor und hohem Westturm wurde im eklektizistischen Stil der Reformarchitektur und des Jugendstils ausgeführt. Nördlich ist eine Taufkapelle angebaut.

## Ausstattung
Das Innere besitzt eine kassettierte Holztonne mit Unterzügen und eine einheitliche bauzeitliche Ausmalung. Die Bleiglasfenster stellen ländliche Szenen und die Namenspatrone der ansässigen Familien dar. Die Fenster wurden
von dem Glasmaler Otto Linnemann gestaltet.
Die Orgel wurde 1877 von Friedrich Hermann Lütkemüller aus Wittstock in die alte Kirche eingebaut und in die neue übernommen.